# Calle de la Jara (Cartagena)
La calle de la Jara, comúnmente abreviada como calle de Jara, es una calle peatonal del casco antiguo de la ciudad española de Cartagena (Región de Murcia). En ella desembocan las calles San Miguel, Cuatro Santos y del Aire, las plazas San Sebastián y de los Tres Reyes y los callejones de Bretau y Campos.

## Historia
El origen del nombre actual de la calle lo encontramos en la familia de la Xara, que vivía en ella desde finales del siglo XV y ocupó diversos cargos en la administración de la ciudad, como alcaides del castillo de la Concepción o regidores del Ayuntamiento. La estirpe residió en el lugar hasta el siglo XVIII, cuando desaparecieron de Cartagena, prevaleciendo el apellido de la Jara como nombre de la calle a pesar de los intentos institucionales de cambiarlo por «General Aznar» en 1910 y «Salvador Seguí» en 1931.
Durante el siglo XVII fue relevante un edificio llamado La Tercena, dedicado a almacenar los bienes de intendencia del Ejército y la Armada y prepararlos para ser servidos a los hombres de la guarnición y marineros de galeras. El inmueble pasó con el tiempo a ser casa de vecinos y posteriormente fue demolido por el Ayuntamiento.
Otros famosos establecimientos que se han instalado en la calle de la Jara son: la redacción de la revista quincenal Cartagena Ilustrada, que figura en los registros de 1871; la imprenta de José Juan, último descendiente de una familia de libreros y cuya actividad editorial se enmarca en el período 1832-1851; la primera redacción del periódico El Eco de Cartagena antes de trasladarse a la plaza de los Tres Reyes; y el Centro Técnico de Estudios, dirigido entre otros por los arquitectos Tomás Rico Valarino y Francisco de Paula Oliver. Sin embargo, el más importante, el Gran Hotel del arquitecto Víctor Beltrí, permanece allí desde su inauguración en 1916 como manifestación más sobresaliente del modernismo en la Región de Murcia. Otras estructuras a destacar son el Palacio de Molina, del siglo XVIII y sede del Centro Regional de Artesanía, y el antiguo colegio de San Miguel, hoy sede administrativa del Ayuntamiento.

## Arqueología
Los solares de la calle de la Jara han venido sufriendo en los últimos años varias intervenciones arqueológicas que han sacado a la luz importantes restos de la época romana, como un posible edificio público o varias viviendas. Asimismo se extrajo un bello pavimento que se conserva hoy casi intacto en el Museo Arqueológico Municipal.